# Georges Zongolopoulos
 (janvier 2017).
Si vous disposez d'ouvrages ou d'articles de référence ou si vous connaissez des sites web de qualité traitant du thème abordé ici, merci de compléter l'article en donnant les références utiles à sa vérifiabilité et en les liant à la section « Notes et références ».
Georges Zongolopoulos (grec moderne : Γιώργος Ζογγολόπουλος) (Athènes, 1er mars 1903-Athènes, 11 mai 2004) est un artiste grec.

## Biographie
Georges Zongolopoulos est né à Athènes le 1er mars 1903. Il a grandi dans une famille de juristes.
En 1923, pendant son service militaire il a rencontré le futur architecte Pátroklos Karantinós qui devint par la suite l’un de ses amis et collaborateurs.

## Premières années d’études
En 1924 il entre dans l’École des Beaux-arts d'Athènes et fait ses études dans l’atelier de sculpture de Thomás Thomópoulos. Pendant cette période, il prend position en faveur de la modernisation et de la réorganisation de l’enseignement et de l’augmentation du budget de son école.
Ses positions contre l’académisme de l’époque et sa participation à l’occupation des locaux de l’école par un groupe d’étudiants (1929) lui ont valu d’être expulsé pendant un an. Sa réintégration a nécessité l’intervention du poète Ioánnis Grypáris (el).
En 1926, bien qu’encore étudiant, il obtient une place auprès d’Anastássios Orlándos dans le service technique du Ministère de l’Éducation. Sa collaboration avec cet architecte a duré jusqu’en 1928 et a constitué son premier contact avec l’architecture. Lors de cette collaboration il a effectué des recherches sur les temples.
En 1927 il prend part à sa première exposition collective à but caritatif réalisée dans la maison de Níkos Vélmos (el).
Il a terminé ses études en 1930.

## Eleni Paschalidou
En 1933, Georges Zongolopoulos, qui travaillait alors au Ministère de l’Éducation, fait la connaissance d’Eleni Paschalidou, étudiante du peintre Konstantínos Parthénis. Venant de Constantinople, initiée aux arts et aux lettres par son environnement familial, elle a collaboré avec le sculpteur dans les études, voyages, conférences et expositions tout en étant son inspiration, son soutien et son critique pendant le développement de sa carrière. 
En 1936, ils se marient, achètent à Psychikó un terrain où ils construisent leur maison et leur atelier. Le couple décide de ne pas avoir d’enfants pour ne pas les entraîner dans la pauvreté et dans leur mode de vie bohème, mais aussi pour pouvoir poursuivre sereinement leur travail, comme l’a dit la sœur d’Eleni, Alexandra Paschalidou-Moreti[réf. nécessaire]. Peu de temps avant de mourir Zongolopoulos a dit d’elle qu’elle fut “la chose la plus précieuse qu’il ait jamais eu”.[réf. nécessaire]
En 1930, après avoir terminé ses études à l’École des Beaux-Arts, Zongolopoulos revient au Ministère de l’Éducation nommé décorateur du Bureau d’Études de l’Office grec des Bâtiments Scolaires sous la direction de l’architecte Níkos Mitsákis (el). Il a réalisé des études pour des établissements scolaires, des églises et des musées et il a lui-même élaboré ou complété des plans de construction. Il a souvent coopéré avec des amis peintres et architectes "dans une tentative de surmonter l’académisme borné"[réf. nécessaire]. Son groupe d’amis comptait, entre autres, Dimítris Pikiónis (en), Spýros Papaloukás, Pátroklos Karantinós, Níkos Mitsákis, Fótis Kóntoglou et Níkos Chatzikyriákos-Ghíkas.[réf. nécessaire]
En 1937 il a effectué avec son épouse un voyage à Paris pour assister à l’Exposition Internationale et à l’Exposition d’El Greco. C’est là qu’il a eu accès pour la première fois à l’œuvre d’Auguste Rodin, que l’on ne connaissait encore à Athènes que par les livres, ainsi qu’à l’œuvre de Charles Despiau. Lors de l’Exposition Internationale, il a été impressionné par la simplicité du pavillon espagnol qui "dans son ensemble vous préparait au grand choc, la Guernica de Picasso"[réf. nécessaire]. 
Ce voyage mais aussi les encouragements de sa femme l’ont décidé à quitter en 1938 sa place au Ministère de l’Éducation pour se consacrer à la sculpture. Cette décision a mis le couple dans une situation économique très difficile pendant l’Occupation.

## Les premières œuvres jusqu’en 1939
Pour ses premières réalisations il a travaillé le marbre et le laiton et il s’est surtout consacré à des commandes pour des monuments et bustes. En ce qui concerne les portraits, il s’est inspiré d’un style archaïque mais sans se limiter à un rendu réaliste. 
Des exemples représentatifs de son travail sont la Tête en laiton (1934) du peintre D. Vitsoris qui se trouve à la Pinacothèque nationale d'Athènes, le Buste en marbre d’Andréas Miaoúlis (1937) qui se trouve dans le parc Pedión tou Áreos au centre d’Athènes, la Tête en laiton du peintre Erikos Frantziskakis (1937) et le Buste en marbre de l’archéologue Panayiótis Kavvadías. 
En 1938 il a participé à la 1re Exposition Panhellénique d’art à Zappio. Zongolopoulos a pris part à toutes les Expositions Panhelléniques hormis celles qui ont eu lieu pendant la dictature.
Dès 1932 il faisait partie du “Groupe Art” initialement fondé en 1919 par le peintre Nikifóros Lýtras et réorganisé en 1929 avec la contribution de Konstantínos Parthénis, et a participé aux expositions collectives jusqu’en 1940.
De 1933 à 1934 il a enseigné en tant que professeur de dessin à l’école des Arts et Métiers (Sivitanidios).
En 1931, en tant que membre de l’Association des Sculpteurs il a contribué au réaménagement de la place Omónia. Zongolopoulos reviendra par la suite encore deux fois à Omonia si bien que son nom reste associé à cette place centrale d’Athènes jusqu’à ce jour.
La première participation connue de l’artiste dans le domaine de l’espace public est l’étude du monument du Marin Inconnu
à Psitalia en 1933 pour laquelle il reçut le second prix. En 1939 il prit part au concours pour la statue à cheval du héros de la Guerre d’Indépendance, Geórgios Karaïskákis. Son modèle fut sélectionné avec celui de Michaḯl Tómbros et les deux artistes ont partagé le premier prix et ont reçu l’ordre de poursuivre le concours entre eux. Ce projet, arrêté par l’arrivée de la guerre a abouti à l’issue de celle-ci, Tombros décrochant le premier prix et Zongolopoulos le troisième. 
Pendant les années dures de l’occupation où la survie était au centre des préoccupations, Zongolopoulos a proposé à la Maison des
Lettres et des Arts d’organiser une soupe populaire pour les artistes.
D’un point de vue thématique, il a principalement travaillé sur des sujets historiques et sociaux de l’époque tandis que sa participation à la deuxième et troisième Exposition Panhellénique en 1939 et en 1940 a suscité des critiques élogieuses. Comme l’a noté le critique d’art Marínos Kalligás, "Zongolopoulos est un artiste brillant qui sait donner comme peu le savent une valeur plastique au volume"[réf. nécessaire].

## Années 1940
En 1940, il prend part pour la première fois à la Biennale de Venise. En 2001, à 99 ans, il y participe pour la dernière
fois avec la sculpture “Pentacycle” qui se trouve aujourd’hui à la place Omónia.
En 1946 il prend part à la Biennale du Caire. Cette même année il a également participé à l’exposition d’Art Grec à l’Académie royale des arts de Suède et à l’exposition des membres de l’école française à l’Institut Français d’Athènes. Toujours la même année, il est élu vice-président de la Chambre professionnelle des Arts Plastiques et président des Sculpteurs Grecs.
En 1947 il participe au concours pour le Monument aux Morts de Keratsini avec le buste d’Ariadni Xenaki et décroche le premier prix.
En 1948 il réalise sa première exposition individuelle à la Galerie d’art Zakariou à Athènes.
La même année a lieu la première Exposition Panhellénique d’art de l’après-guerre à laquelle participent 330 artistes et où il obtient la médaille d’argent pour son Ariane en plâtre.

## Les années ’50 – l’abstraction, le vide et le plein
En 1949 Zongolopoulos se rend à Paris avec une bourse du gouvernement français pour poursuivre ses études dans l’atelier de Marcel Gimond.
Il collabore avec le bureau d’architecture de Joseph-René Binet, ce qui l’a aidé à rester plus longtemps à Paris et à continuer ses recherches.
En 1952 il se rend en Italie avec une bourse de la Fondation grecque des Bourses Publiques où il se spécialise dans les techniques de la fonte du cuivre. Pendant cette période on remarque dans son œuvre un passage progressif du réalisme à l’abstraction même si sa sculpture reste centrée sur l’homme[réf. nécessaire]. Il introduit dans son œuvre des éléments de l’art abstrait et les formes et volumes réalistes se développent en des compositions planes et parallèles. 
Il étudie à Rome, à Milan, à Florence et à Pistoia. Il entre en contact avec l’œuvre de Marino Marini.
En 1952 il participe à un concours pour la réalisation du Monument aux Morts d’Itea et remporte le premier prix ex æquo avec le sculpteur A. Apergis. Ce monument a constitué un phénomène unique dans l’histoire de la sculpture néohellénique en ce qui concerne la coopération : les deux sculpteurs signent en commun les figures de l’œuvre, Zongolopoulos la figure féminine et Apergis la figure masculine.
En 1953 il devient membre de la Société Européenne de Culture, fondée à Venise en 1950, qui promouvait le dialogue et la coopération entre peuples européens.
Il se rapproche d’artistes importants, d’auteurs et de scientifiques.
La même année il prend part à un concours de la Tate Gallery à Londres pour le monument du Prisonnier politique anonyme.
Il sculpte le monument de Zálongo, en 1954. Le sculpteur a conçu les premiers modèles de son œuvre à Florence tandis qu’il a travaillé pendant six ans in situ dans le monastère de Zálongo sur les six figures féminines abstraites dansant la danse traditionnelle du
même nom. Ce monument a présenté beaucoup de difficultés de construction puisque les 4500 blocs de calcaire nécessaires ont été transportés sur une distance de 160 kilomètres et taillés sur place tandis le budget du monument a été rassemblé à la suite de deux quêtes scolaires panhelléniques. Le monument présente une hauteur de 15 mètres, une longueur de 18 mètres et il est visible à une distance de 25 km. La création de cette œuvre colossale a permis à Zongolopoulos de comprendre pleinement que pour lui, en matière de sculpture, «plein plus vide égal un».[réf. nécessaire]
Zongolopoulos créé un monument en laiton représentant deux figures qui est placé sur la place Osias Xenis de la ville et dédié aux victimes du massacre du 17 août 1944 par les nazis et leurs collaborateurs, connu sous le nom de «bloko» de Kokkinia.
Il participe à la Biennale de Sao Paulo avec six sculptures en métal parmi lesquelles Poséidon, sa première sculpture présentant "une tendance marquée vers l’abstraction avec une conception audacieuse de la forme imaginaire"[réf. nécessaire].
La même année il devient membre du jury du concours de la Fondation des Bourses Publiques pour l’octroi de bourses d’études à l’étranger à des sculpteurs. Il détient cette place jusqu’en 1959.

## Les années 1960
En 1964 Zongolopoulos prend part à la Biennale de Venise et crée la sculpture abstraite en laiton Delphes. Durant cette période il
a réalisé une série d’œuvres en laiton qui se distinguent par leur structure pure, architecturale, à partir de plaques qu’il travaille par soudure au chalumeau. Cette composition géométrique se situe en face de la Pinacothèque Nationale depuis 1989.
De 1965 à 1975 il participe aux expositions du Salon de la jeune sculpture mais ne prend part à aucune Exposition Panhellénique pendant la dictature des colonels en Grèce.
En 1966, après avoir gagné le premier prix, Zongolopoulos réalise la sculpture Cor-Ten. Cette réalisation avant-gardiste d’une hauteur de 18 m. a provoqué de nombreuses réactions car l’opinion publique avait du mal à accepter une conception de ce type dans l’espace public. Cette sculpture cubiste est un des premiers éléments modernistes en Grèce.
La même année le roi Constantin II lui décerne une distinction honorifique pour l’ensemble de son œuvre. Zongolopoulos refuse de participer à la cérémonie de remise organisée à son honneur.
De 1960 à 1988 il est membre du Conseil Exécutif de la Société Européenne de Culture auprès de la Biennale de Venise et collabore avec le magazine Comprendre.

## Les années 70
En 1971 une nouvelle période commence dans l’œuvre de Zongolopoulos: celle de l’art cinétique. Le manifeste de l’art cinétique avait été présenté dès 1955 à la galerie Denise René à Paris mais ce mouvement a tardé à faire son apparition en Grèce. Zongolopoulos est l’un des premiers artistes grecs qui ose introduit le mouvement dans ses œuvres. Il réalise ses premières sculptures cinétiques dans les années 70 et il les présente dans une exposition individuelle à l’Union Greco-Américaine.
Dans ses œuvres qui sont majoritairement à base d’acier inoxydable, l’artiste utilise l’eau et en plus du mouvement, il commence aussi à exploiter la lumière.
En mars 1972 il réalise le Diaphragme, d’une longueur de 10 mètres, qui est placé en 1973 dans les bureaux de la compagnie d’assurances “Astir”, rue Merlin, dans le quartier de Kolonaki. La caractéristique principale de la création était la géométrie, le rythme et la répétition des formes orthogonales.
À part les œuvres cinétiques, Zongolopoulos se lance dans la réalisation d’œuvres au contenu symbolique. Il utilise des lentilles de grandes dimensions qu’il fait fabriquer en France et qu’il place devant ses sculptures. La lentille créée un jeu optique tandis que l’artiste invite le spectateur à examiner l’objet agrandi. Les réalisations représentatives de cette période sont Les cadeaux, L’œuf et La lentille & le nid qui sont présentées dans des expositions collectives et individuelles.
En 1977 l’argent reçu par le couple Zongolopoulos en contrepartie des appartements de l’immeuble construit à la place de la maison de Psychikó, donne à Giorgos et Eleni la possibilité d’acquérir un petit atelier à Paris. Ils vont désormais y vivre la moitié de l’année pour rester proches de la scène artistique mondiale. La même année, il réalise une exposition individuelle à Campo Pisani où il présente la grande sculpture cyclique Spires. L’exposition a eu lieu en même temps que la Biennale de Venise, avec la collaboration de la galerie Numero.
Il participe à l’exposition collective réunissant 22 peintres et sculpteurs grecs au Grand Palais et en 1979 il réalise une exposition individuelle à la galerie Zouboulaki où il présente des œuvres représentant l’ensemble de sa carrière. Suit une autre exposition individuelle à la galerie Z+M à Thessalonique et enfin la participation à l’exposition Grands et Jeunes d’aujourd’hui à Paris.

## Les années ’80
En 1981 il collabore avec l’architecte Aléxandros Tombázis (en) pour l’aménagement de la place Klathmonos au centre d’Athènes. Leur proposition emporte le premier prix mais n'est jamais réalisée.
Entre 1983 et 1986 Zongolopoulos et Tombázis collaborent de nouveau pour la création du Monument de la Résistance Nationale de
Gorgopotamos. La proposition de Zongolopoulos est la représentation plastique d’un symbole sans exagérations mélodramatiques. Le
sculpteur réalise une sphère de 18 m. de hauteur formée par des lignes droites métalliques qui se croisent horizontalement et verticalement. Il s’agit d’une installation cinétique et sonore qui produit du son au moyen de plaques métalliques orthogonales conçues pour sonner sous le vent. Le projet des deux partenaires remporte le premier prix et les éloges des journalistes et critiques d’art[réf. nécessaire] mais n’est pas réalisé.
En 1987 le parapluie apparaît pour la première fois dans l’œuvre de Zongolopoulos. Il devient un thème artistique qui va beaucoup préoccuper l’artiste les années suivantes. La première sculpture sur ce thème est un parapluie qui est s’envole en toute liberté dans l’espace et qui est traversé par des lignes droites en acier. 
Il réalise en acier inoxydable la sculpture hydro-cinétique Bouclier qui est placée dans le bâtiment du Centre Culturel Européen de Delphes. 
Il collabore une troisième fois avec l’architecte Tombázis pour le Monument de la Bataille de Crète. Une fois de plus ils obtiennent le premier prix mais la sculpture n’est pas réalisée.

## Les années 1990-2004
En 1993 Zongolopoulos présente ses Parapluies dans le cadre d’une exposition individuelle à la Biennale de Venise.
1995 est une année clé pour Les Parapluies de Zongolopoulos. Cette sculpture est présentée par le sculpteur à la Biennale de Venise sous la forme d’une composition statique d’un ensemble de parapluies volants soutenus par des axes diagonaux. L’œuvre est placée sur
une plate-forme flottante à l’entrée de la Biennale qui fêtait cette année-là ses 100 ans.
En 1995 la sculpture emporte le premier prix du concours européen de sélection d’œuvres d’art pour le bâtiment du Conseil des ministres de l’Union européenne à Bruxelles. Elle est placée dans la Cour d’Honneur du bâtiment où elle se trouve toujours.
En 1997 les Parapluies sont placés sur la promenade du bord de mer de Thessalonique quand la ville est nommée Capitale européenne de la culture. Les habitants de Thessalonique ont adopté la sculpture qui deviendra un point de référence de la ville[réf. nécessaire]. Un an plus tard, en 1998, le sculpteur réalise une sculpture similaire pour la municipalité de Psychikó où il a habité et travaillé. L’œuvre est placée à l’entrée de la commune sur l’avenue Kifissías. Pour honorer l’artiste, la municipalité fonde en 2010 la Glyptothèque extérieure de Psychikó.
En 1997 il participe à la Biennale de Venise avec son œuvre Tel-Néant à travers laquelle il exprime sa propre vision de la communication humaine. Cette œuvre est exposée deux ans plus tard à la Wittenbergplatz de Berlin et à Weimar pour retrouver enfin sa place au Siège de l’Organisme des Télécommunications de Grèce, avenue Kifissias, à Maroússi.
Bien qu’elle se compose de six cercles, la sculpture Cercles Olympiques est une référence au symbole des Jeux olympiques. La
sculpture a été placée à la Glyptothèque Nationale.
"Dernièrement j’ai réalisé le Pilier qui fait 21 mètres de haut et comporte 2 tendances, deux sens : un vers le
haut à droite et un vers le bas. Au centre il y a la lumière qui les sépare avec une ligne plastique bleue”.[réf. nécessaire]
Cette sculpture, telle qu’elle est décrite par son créateur, est exposée à la Biennale de Venise en 1999. Le Pilier est fait d’acier
inoxydable et il est exposé au Parc Rizari (à la station de métro Evangelismós) depuis 2001.
Il a réalisé cette œuvre à la station de métro de la Place Syntagma d’Athènes, dans l’espace béant (25 mètres de haut et 8,5 mètres de diamètre) par lequel était passé le tunnelier.
La sculpture Pentacycle est l’œuvre avec laquelle Zongolopoulos a participé pour la dernière fois à la Biennale de Venise. La sculpture est placée la même année à la place Omónia d’Athènes où elle se trouve jusqu’à ce jour.
Il réalise l’œuvre Cercles Olympiques pour l’Aéroport international d'Athènes Elefthérios-Venizélos. La sculpture a une hauteur de 15 mètres et pèse plus de 9 tonnes.
En 2001 Zongolopoulos a créé sa dernière sculpture qui a été placée à la Glyptothèque extérieure de Psychikó en 2010.
En 2002, à l’âge de 100 ans, il inaugure la galerie Astrolavos-Art Life à Athènes avec une exposition individuelle.
En 2004 il crée la Fondation Georges-Zongolopoulos à son domicile à Psychikó et lègue à la Fondation l’ensemble de son œuvre ainsi que celle de son épouse. 
Il meurt le 11 mai 2004 à l’âge de 102 ans.

## Zongolopoulos peintre
L'œuvre picturale de Georges Zongolopoulos est moins bien connue.[réf. nécessaire]
Dans ses dessins on retrouve ses thèmes de prédilection : formes géométriques simples, cercles, carrés mais aussi parapluies, lentilles etc. 
La Fondation Zongolopoulos accueille l’ensemble ses peintures.